# یکپارچه‌سازی دیسک سخت
هنگام ذخیره‌سازی اطلاعات بر روی دیسک، ممکن است به دلیل پراکنده بودن فضای خالی موجود بر روی دیسک، اطلاعات به صورت پراکنده ذخیره شده و در سکتورهای متوالی قرار نگیرند. البته با توجه به اینکه هنگام ذخیره شدن اطلاعات آدرس محل قرارگیری آن‌ها در جدولی به نام File Allocation Table) FAT) یادداشت می‌شود، سیستم‌عامل جهت بازیابی مجدد آن‌ها با مشکلی مواجه نخواهد شد. با این وجود در صورتی که اطلاعات مرتبط با یکدیگر در سکتورهای متوالی قرار گیرند، بازیابی اطلاعات با سرعت بیشتری انجام خواهد شد. برنامه Disk Defragmenter می‌تواند با مرتب کردن اطلاعات موجود بر روی دیسک سرعت دسترسی به فایل‌ها و برنامه‌ها را افزایش داده و سرعت کار رایانه را متحول نماید.
به صورت دیگر فضای خالی دیسک‌ها می‌توانند ۵ فایل داشته باشد A، B، C و E و ۱۰ بلوک از این فضا در حال استفاده است. در این قسمت یک بلوک وجود دارد که به یک واحد سیستم می‌تواند ۱ کیلو و ۱۰ کیلو و ۱ مگابایت سایز اختصاص دهد. و این هیچ سایز مشخصی ندارد.
مثال ۱: در این عکس اگر فایل b پاک شود دو گزینه وجود دارد که فضای خالی رها شود. جای خالی b دوباره استفاده شود یا متراکم کردن همه فایل‌ها بعد از b به‌طوری‌که آن از فضای خالی پیروی کند. می‌تواند در یک زمان استفاده شوند اگر آن‌ها صدها و هزارها از فایل‌هایی که نیاز به حرکت داشته باشند، وجود داشته باشد. بنابراین اکثر آن‌ها توانایی استفاده دوباره را دارند. آنها زمانی که نیاز به استفاده باشند مجدداً استفاده می‌شوند.

## مشکلات
۱)فایل‌های متحرک
۲)گسترش تکه تکه کردن
۳)کاربرها و کارآیی موضوع

## دسترسی و یکپارچه‌سازی توسط فایل‌های سیستمی
Fat dos 6x و سیستم‌عامل ویندوز ۹x ارائه می‌شود.
که به یکپارچه‌سازی با برنامه‌های سودمند گفته می‌شود
در dos به یک ورژن محدودی از norton speed disk و 
در ویندوز به diskepper این امکان را می‌دهد.
Ntes ویندوز ۲۰۰۰ و ویندوزهای جدید شامل یک سری 
ابزارهای یکپارچه‌سازی هستند که بر مبنای diskepper است.
Ext۲ در linux از یکپارچه ساز گسترده‌ای به نام e2defrag
استفاده می‌شود.
Wafl در net app’s ontap ۷٫۲ فرمان عملیات سیستم reallocate 
نامیده می‌شود که برای یکپارچه‌سازی فایل‌های بزرگ طراحی شده‌است.
Xfsیکپارچه‌سازی سودمند لحظه‌ای را فراهم می‌آورد که xfs-fsr نامیده می‌شود.